# 德拉加什角
62°26′01″S 59°47′44″W / 62.43361°S 59.79556°W

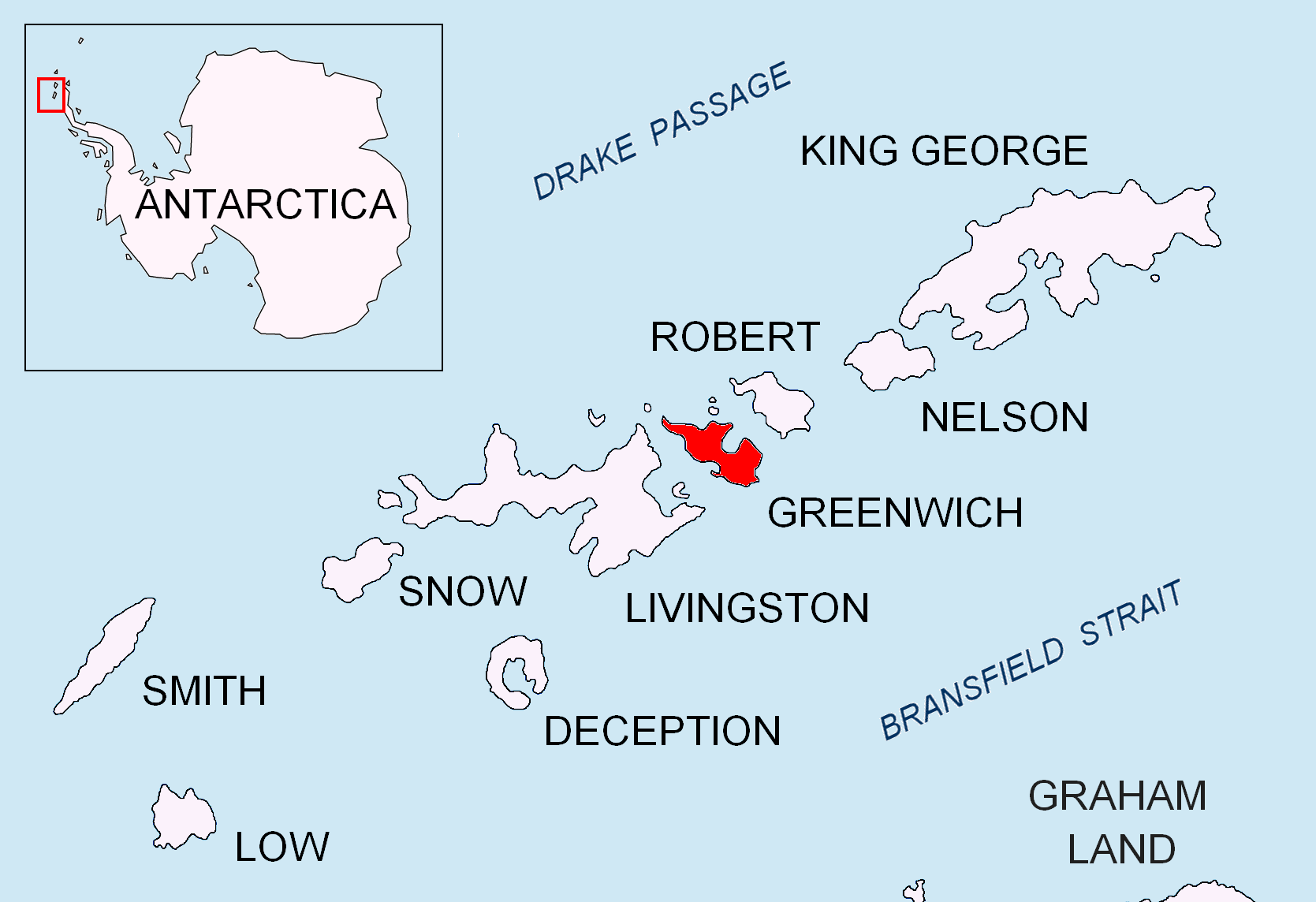

德拉加什角（Dragash Point），是南極洲的海岬，位於南設得蘭群島的迪島南端，處於阿圭多角西北面0.89公里和布魯森角東北面1.06公里，以保加利亞北部城鎮命名，現時由南極條約體系管理。